# Jørgen Schmidt (cykelrytter)
 For alternative betydninger, se Jørgen Schmidt. (Se også artikler, som begynder med Jørgen Schmidt)
Jørgen Schmidt (født 3. august 1945 i Vester Alling) er en dansk tidligere cykelrytter, som vandt VM i landevejcykling for amatører i 1970. Af andre sejre kan nævnes sejren i Fyn Rundt i 1971.
Jørgen Schmidt forblev amatør hele karrieren.
I dag er han leder af Randers Cykleklub af 1910 og drev fra 1977 til 2012 Jørgen Schmidt Cykler i Randers.
Hans datter Sanne Schmidt er tidligere professionel cykelrytter. I dag er hun træner i RC1910.